# Expédition de la baie d'Hudson (1686)
Guerre de la Ligue d'Augsbourg
Batailles
Baie d'Hudson
- Baie d’Hudson (1686)
- Fort Albany (1688)
- Fort Albany (1693)
- York Factory (1694)
- Baie d'Hudson (1697)

Québec et New York
- Lachine
- Schenectady
- Québec
- La Prairie
- Vallée Mohawk

Nouvelle-Angleterre, Acadie et Terre-Neuve
- Dover
- Pemaquid (1er)
- Salmon Falls
- Port Royal
- Fort Loyal
- Chedabucto
- York
- Wells
- Oyster River
- Baie de Fundy
- Pemaquid (2e)
- Chignectou
- Fort Nashwaak
- Terre-Neuve
- Haverhill

L’expédition de la baie d'Hudson de 1686 est un conflit opposant la France et l’Angleterre dans la baie d’Hudson et qui a pour cause principale le contrôle du lucratif commerce des fourrures. Elle désigne une expédition menée par la Nouvelle-France contre les postes de traite de la compagnie de la baie d'Hudson dans la partie sud de la baie d'Hudson. Dirigée par Pierre de Troyes, sur ordre du gouverneur de la Nouvelle-France, l’expédition permet de capturer les postes de Moose Factory, Rupert House, Fort Albany ainsi que le Craven, navire de la Compagnie de la Baie d’Hudson. C’est aussi une mission d’exploration car elle traverse des territoires inconnus. Le conflit de la baie d’Hudson est un épisode qui précède de quelques mois le déclenchement de la guerre de Neuf Ans entre la France et l'Angleterre (1688). Un des lieutenants du chevalier de Troyes, Pierre Le Moyne d'Iberville, entreprit d’autres expéditions qui culminèrent lors de la victoire navale de 1697. A la fin de la guerre, la Nouvelle-France contrôlait tous les ports de la compagnie sauf un.

## Le contexte: deux compagnies et deux États rivaux dans la baie d’Hudson (1656 - 1685)

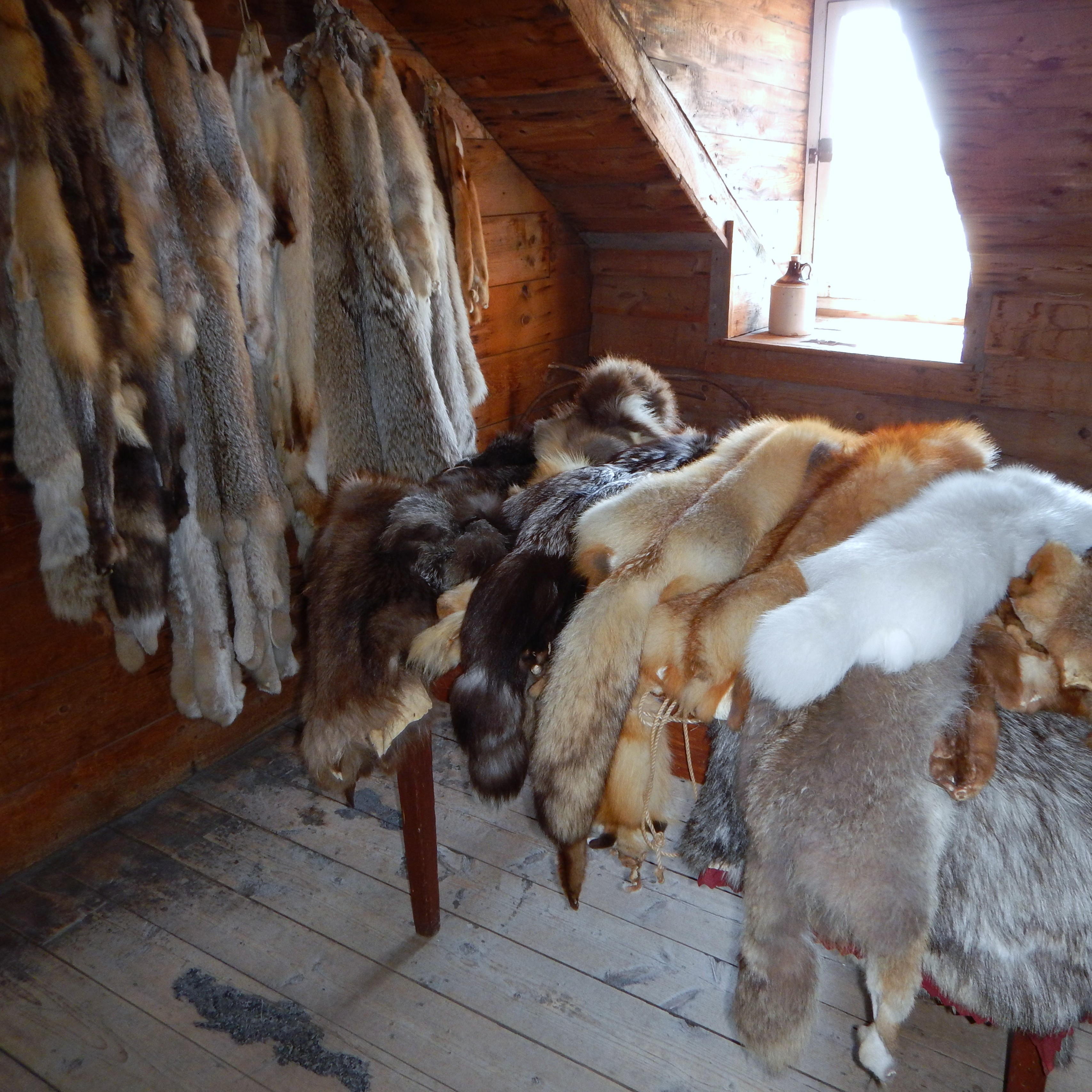
Un stock de fourrure canadien. Anglais et Français s’en disputent le monopole commercial dans la baie d’Hudson à la fin du XVIIe siècle.

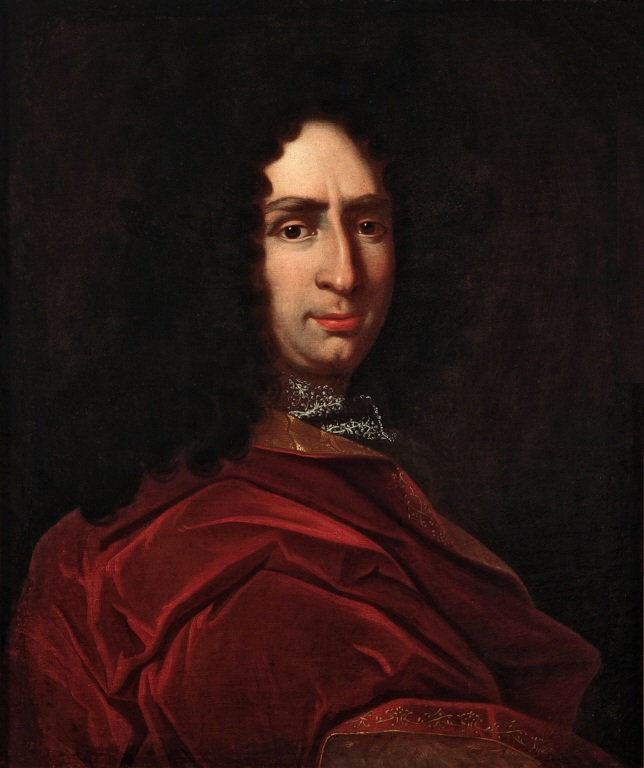
Le gouverneur Denonville, ordonnateur de l’expédition en 1685.

Depuis plusieurs années, la baie d’Hudson était le théâtre d’une rivalité entre la France et l’Angleterre. L’Angleterre revendiquait la baie en vertu de la priorité de sa découverte, la France en vertu de sa situation, la baie étant une dépendance naturelle du Canada. En 1656 Jean Bourdon en pris juridiquement possession. En 1663, le sénéchal de la Côte de Beaupré, Couture, y retourna apposer les armes du roi de France. Alors qu’il ensevelissait dans une enveloppe de plomb, au pied d’un arbre, une plaque de cuivre fleurdelisée, un Anglais du nom de Nelson arbora au même moment les armes d’Angleterre sur un poteau.
Un Tourangeau, Médard Chouart des Groseilliers les aperçut à l’embouchure d’une rivière et revint aussitôt en informer le gouverneur de Québec. Mais comme il se livrait avec son beau-frère Pierre-Esprit Radisson au commerce des fourrures sans autorisation, ils furent traités en contrebandiers, c'est-à-dire jetés en prison. Éconduits en France où ils vinrent demander justice, ils décidèrent, en 1668, d’offrir leurs services à l’Angleterre. C’est ainsi que fut lancée en 1670 la Compagnie de la baie d’Hudson grâce à l’écoute et au soutien du prince palatin Rupert. Radisson essaima toute une série de comptoirs dans le fond de la baie d’Hudson. Les fourrures d’Amérique étant à la mode dans toute l’Europe, la compagnie fit de confortables bénéfices.
Colbert, le principal ministre de Louis XIV, fut avisé de la situation en 1678. Il décida de réaffirmer les droits de la France dans la région et réussit à regagner la confiance de Radisson qui revint dans son pays natal. Avec le financier Charles Aubert de La Chesnaye, ils établirent une compagnie, appelée Compagnie de la Baie du Nord, qui se voulait concurrente de la compagnie anglaise. La première expédition, en 1682, permit d'établir le poste de Fort Bourbon à l’embouchure de la rivière Penechioüetchiou (que les Français rebaptisèrent Sainte-Thérèse). Le poste fut confié au neveu de Radisson qui éconduit plusieurs navires interlopes anglais. Mais à Paris, l’ambassadeur d’Angleterre réussit à retourner Radisson qui abandonna la compagnie française du Nord pour la compagnie anglaise de la baie d’Hudson. Celle-ci lui offrit la surintendance de la traite de la baie avec la propriété du fort Bourbon ou Nelson.
Cette affaire fit perdre 300 000 livres à la Compagnie du Nord. Elle tenta de reprendre ses opérations avec deux petits navires. Évincée de Fort Bourbon, elle fonda un petit établissement sur un îlot escarpé de la rivière Matscipipi, mais personne ne souhaita y résider. La Compagnie de la baie d’Hudson, de son côté, s’enhardit au point d’ordonner au gouverneur de la baie, John Bridgar, qu’il devait désormais détruire ou saisir les navires français qui s’aventureraient sur les lieux. Mais la lettre tomba entre les mains des Français…
Le 20 mai 1685, un arrêt du Conseil d’État proclama les droits de la France sur la rivière Sainte-Thérèse. Il restait encore à faire appliquer la décision. La Compagnie du Nord se tourna alors vers le gouverneur de la Nouvelle-France, le marquis de Denonville, et le convainquit d’organiser une expédition contre les postes de la Compagnie de la Baie d’Hudson. Denonville en chargea Pierre de Troyes, un capitaine arrivé avec lui à Québec à l’été 1685. Celui-ci rassembla une petite force de 30 soldats, 70 volontaires canadiens et quelques guides indiens. Parmi les Canadiens on comptait trois frères, Pierre Le Moyne d'Iberville, Jacques Le Moyne de Sainte-Hélène et Paul Le Moyne de Maricourt, qui furent, plus tard, reconnus pour ces exploits.
En 1686, la Compagnie de la Baie d’Hudson occupait des positions solides. Elle était établie sur plusieurs postes de traite le long des rives de la baie d'Hudson et de la baie James. Moose Factory et Rupert House étaient installés sur des rivières se jetant dans la baie James. Outre York Factory, localisé à l’embouchure de la rivière Nelson, il existait des postes sur les rivières Albany et Severn qui se jetaient dans la baie d'Hudson, à l'ouest. Toutes ces forteresses étaient construites en bois et disposaient d’une artillerie plus ou moins fournie. Fort Albany était cependant le mieux défendu.

## L’expédition: 1 200 km en raquettes, traîneaux et canots (avril - juin 1686)
L'expédition quitta Montréal le dimanche de Pâques 1686. Outre les 100 hommes et les guides amérindiens, on y trouvait aussi un aumônier, le père jésuite provençal Antoine Silvy, ainsi qu’un géographe, Pierre Lallemand, chargé de faire le point et de dresser l’itinéraire. Pierre de Troyes organisa sa colonne comme une petite armée avec une avant-garde (aux ordres de Saint-Hélène), un corps de bataille (Juchereau de Saint-Denis) et une arrière-garde (d’Iberville). C’était encore l’hiver canadien. Il fallut chausser les raquettes, tout en portant les canots lorsque la progression, en utilisant les nombreuses rivières de la région, n'était plus possible. Il fallut aussi transporter les armes, le ravitaillement, le matériel de campement, de négoce et jusqu’à « des trompettes et des violons pour s’attirer la vénération des sauvages ».
La progression fut lente. Ils remontèrent la rivière Outaouais qui était parsemée de rapides (ou saults), ce qui obligea à « percher » les canots, c’est-à-dire les haler avec une perche ou à les traîner à même la rivière dans l’eau glacée parfois jusqu’au col. D’Iberville, pris dans un tourbillon à cause d’un rapide plus difficile réussit à se dégager, mais deux hommes se noyèrent. La colonne se déplaça aussi en toboggan sur les étendues glacées. « De petite baie en petite baie », l’expédition arrive au lac Témiscamingue sur lequel se trouvait, sur un îlot tenu par 14 Canadiens, le Fort Témiscamingue. Puis il y eut le lac Abitibi où fut laissé un petit poste de 3 Canadiens à l’abri d’un retranchement en pieux. Au-delà, c’était l’inconnu. Le chemin qui restait à parcourir jusqu’à la baie d’Hudson en descendant la rivière Abitibi et la rivière Moose n’avait jamais encore été exploré par un Européen.
La colonne s’enfonça dans des bois profonds où s’abattirent encore des tempêtes de neige. Un feu, allumé pour se réchauffer, échappa à la surveillance et se répandit dans les bois de pins, attisé par le vent le long d’un lac. Lorsque le vent tourna, l’expédition, en plein portage, échappa de peu à l’anéantissement. Le moral s’étant effondré chez certains, on frisait une mutinerie . Enfin, le 18 juin 1686, après avoir parcouru 800 milles (1 287 km) en 82 jours, la petite troupe arriva à la baie James, qui constitue le fond de la baie d’Hudson et où se trouvaient les trois postes anglais. Trente à quarante lieues séparaient chacun d’eux. Moose Factory était au centre, Rupert House à l’est, Fort Albany à l’ouest.

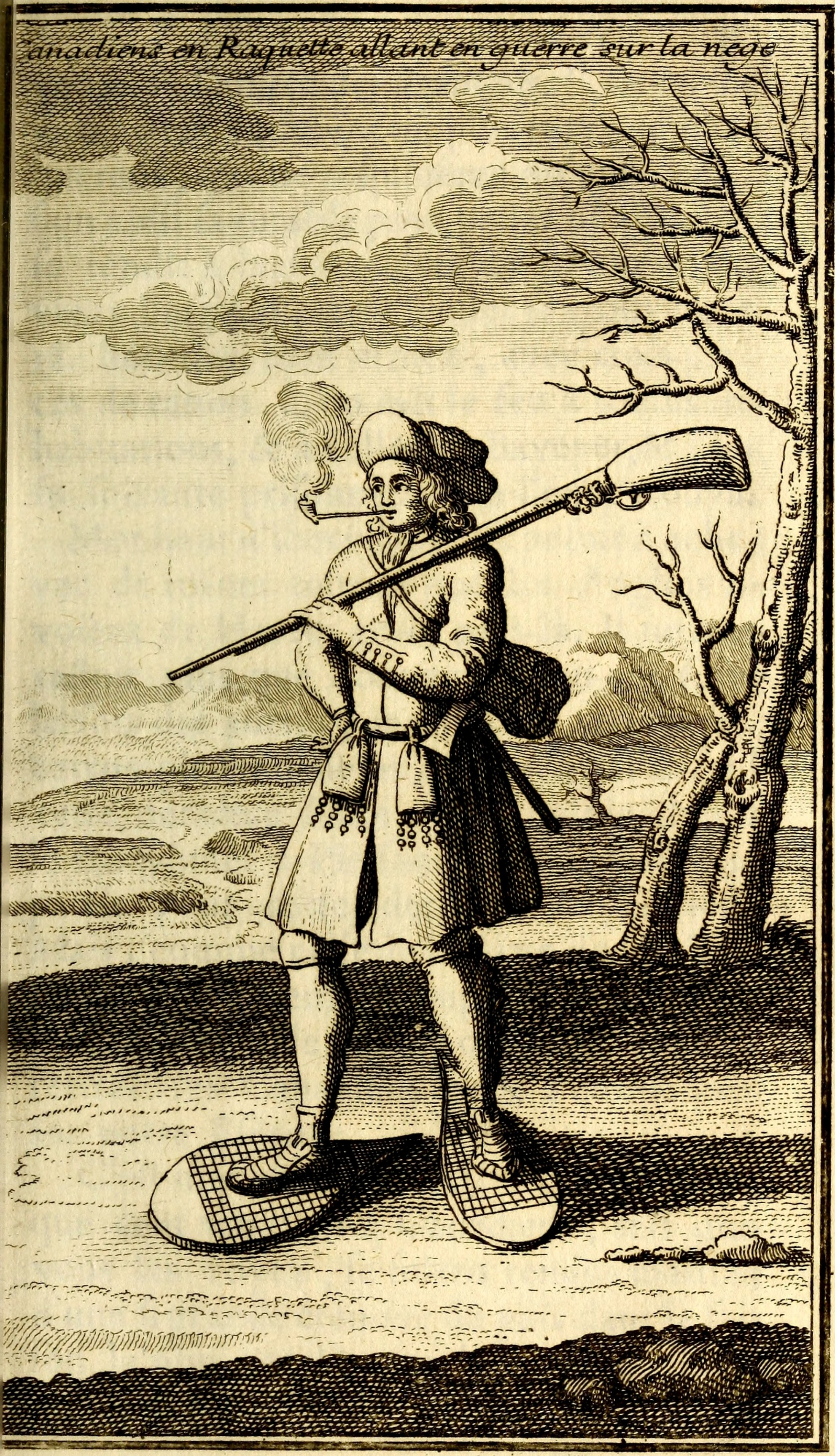
Un Canadien en tenue de guerre hivernale. Ces hommes franchissent plus de 1 200 km pour accomplir leur mission.
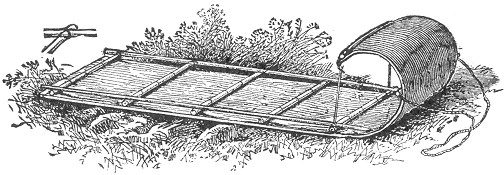
Traîneau (ou toboggan) amérindien utilisé par l’expédition pour le transport du matériel et du ravitaillement.
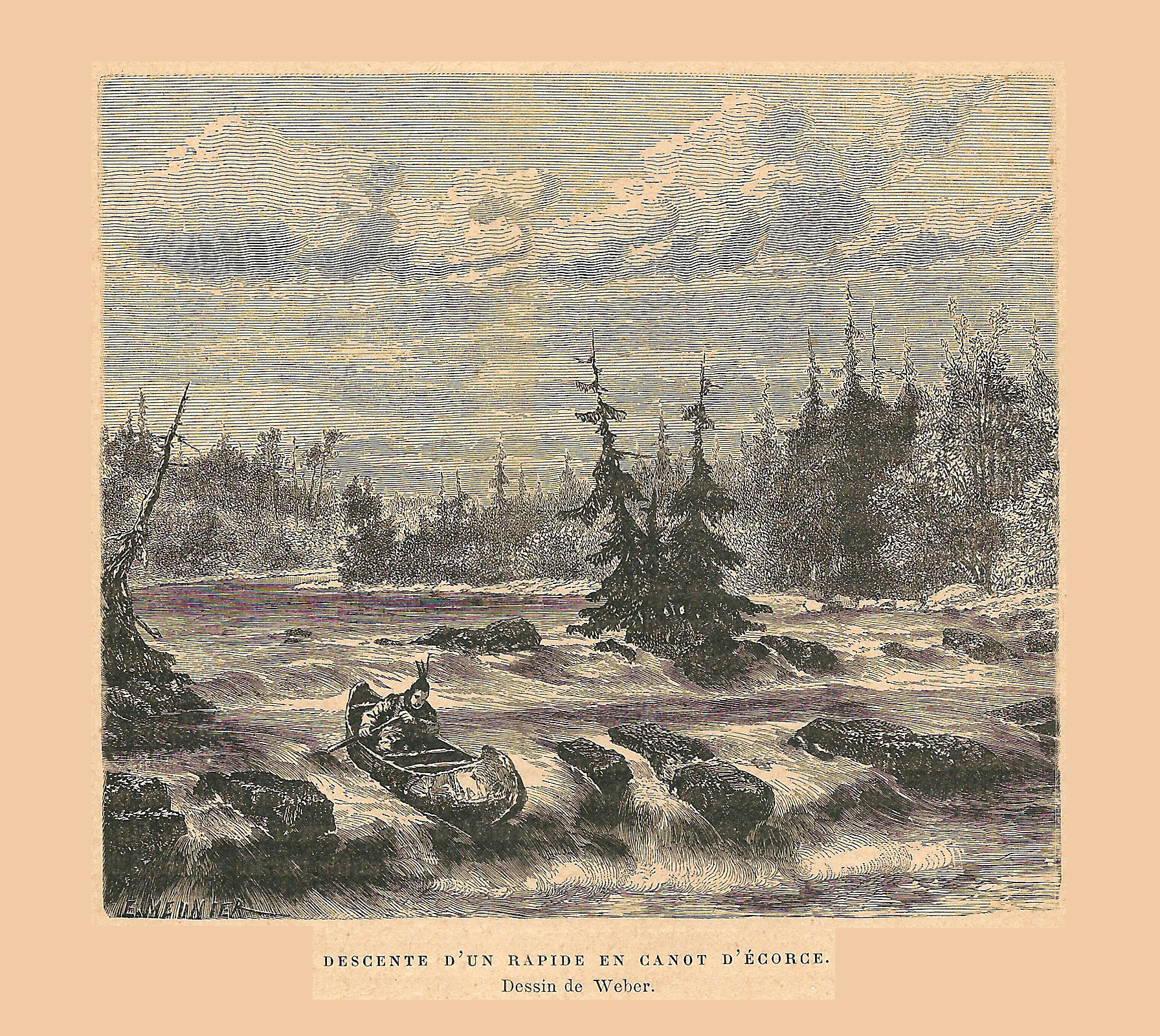
L’expédition progresse aussi en franchissant en canot d’écorce de nombreux rapides sur la rivière Outaouais.
Carte relatant le parcours complet de l’expédition avec les dates des prises des postes anglais.

## L’attaque des postes anglais

### La prise de Moose Factory (21 juin)
Le fort de Moose Factory (appelé aussi Monsipi) était formé de quatre bastions reliés par de hautes palissades. Au milieu des courtines, s’ouvraient deux grandes portes épaisses d’un demi-pied, l’une face à la rivière, l’autre à la forêt. Au centre de la place, une redoute, haute de trente pieds, développait trois étages de feux. Moose Factory n’était tenu que par moins de 20 hommes dirigés par le gouverneur John Bridgar. Ce que les Français ne savaient pas c’est que la veille de leur arrivée, ce dernier avait quitté les lieux sur un navire avec ses officiers pour se rendre à Rupert House (Fort Rupert) avec quelques renforts.
Laissant un petit détachement à la garde des canots excepté deux chargés de madriers, de pioches, de gabions et d’un bélier, la colonne d’attaque s’ébranla vers minuit mais dut faire une halte à cause du manque d’obscurité provoqué par la faiblesse de la nuit polaire. Le soir, d’Iberville et Saint-Hélène, chargés de l’attaque de la courtine faisant face aux bois, firent une reconnaissance de si près qu’ils réussirent à sonder les canons et les trouvèrent déchargés. Ils attachèrent deux (ou trois) canons pour arracher la palissade, secondés par un sergent qui déclencha un fausse attaque pendant que les trois sergents du chevalier de Troyes foncèrent sur une des grandes portes avec un bélier, et que leurs hommes ouvrirent un feu soutenu sur les embrasures et les meurtrières de la redoute.
L’opération fut un succès. Il ne resta plus qu’à s’emparer de la redoute. Le bélier démonta la porte. D’Iberville se glissa aussitôt à l’intérieur, l’épée à la main, mais s’y retrouva coincé car les Anglais, descendus en trombe par l’escalier, réussirent à refermer la porte. Surpris dans leur sommeil, ils étaient en chemise. D’Iberville dut ferrailler quelques instants et tirer un coup de pistolet pour les tenir en respect. La porte, enfin, s’effondra sous les coups du bélier. Les Canadiens entrèrent en force. « J’eus, pour lors, écrit le chevalier de Troyes, beaucoup de peine à arrêter la fougue de nos Canadiens qui, faisant de grands cris à la façon des sauvages, ne demandaient qu’à jouer des couteaux ». Les 15 survivants se rendirent ; seul un canonnier, qui tenta de charger sa pièce avec des morceaux de verre, fut abattu par Saint-Hélène d’un coup de pistolet.
Un premier fort - celui qui était en position centrale - venait de tomber. Il fut rebaptisé Fort Saint-Louis. Les prisonniers furent mis à bord d’un vieux navire français, le Sainte-Anne, qui mouillait près du fort et qui servait de ponton. Quant à d’Iberville, l’élan dont il avait fait preuve lors de son entrée dans la redoute où il avait dû se battre seul, lui valut une réputation de bravoure qu’il allait conserver toute sa vie.

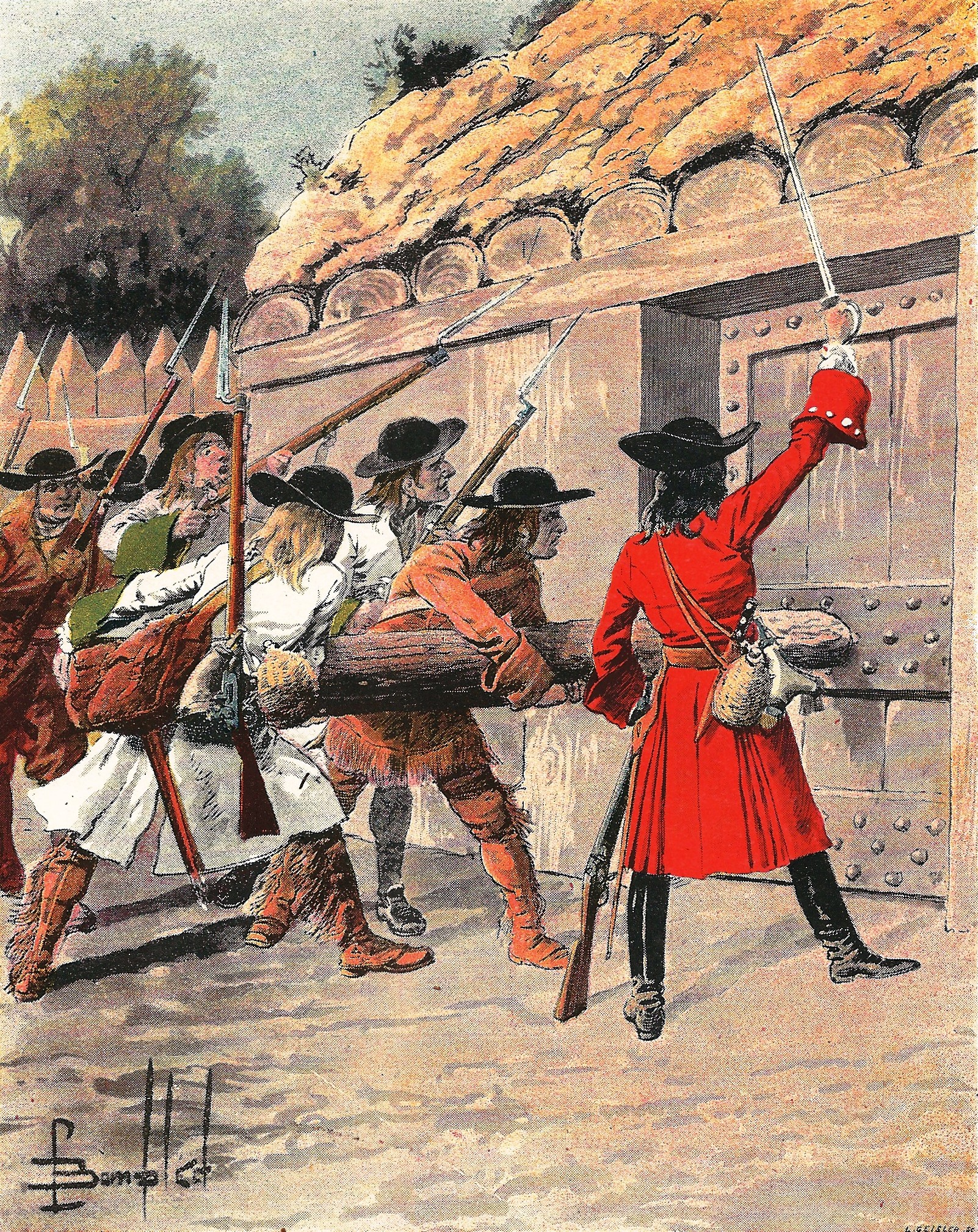
L’attaque et la prise par surprise de Moose Factory (Fort Monsipi) dans les derniers jours de juin 1686.
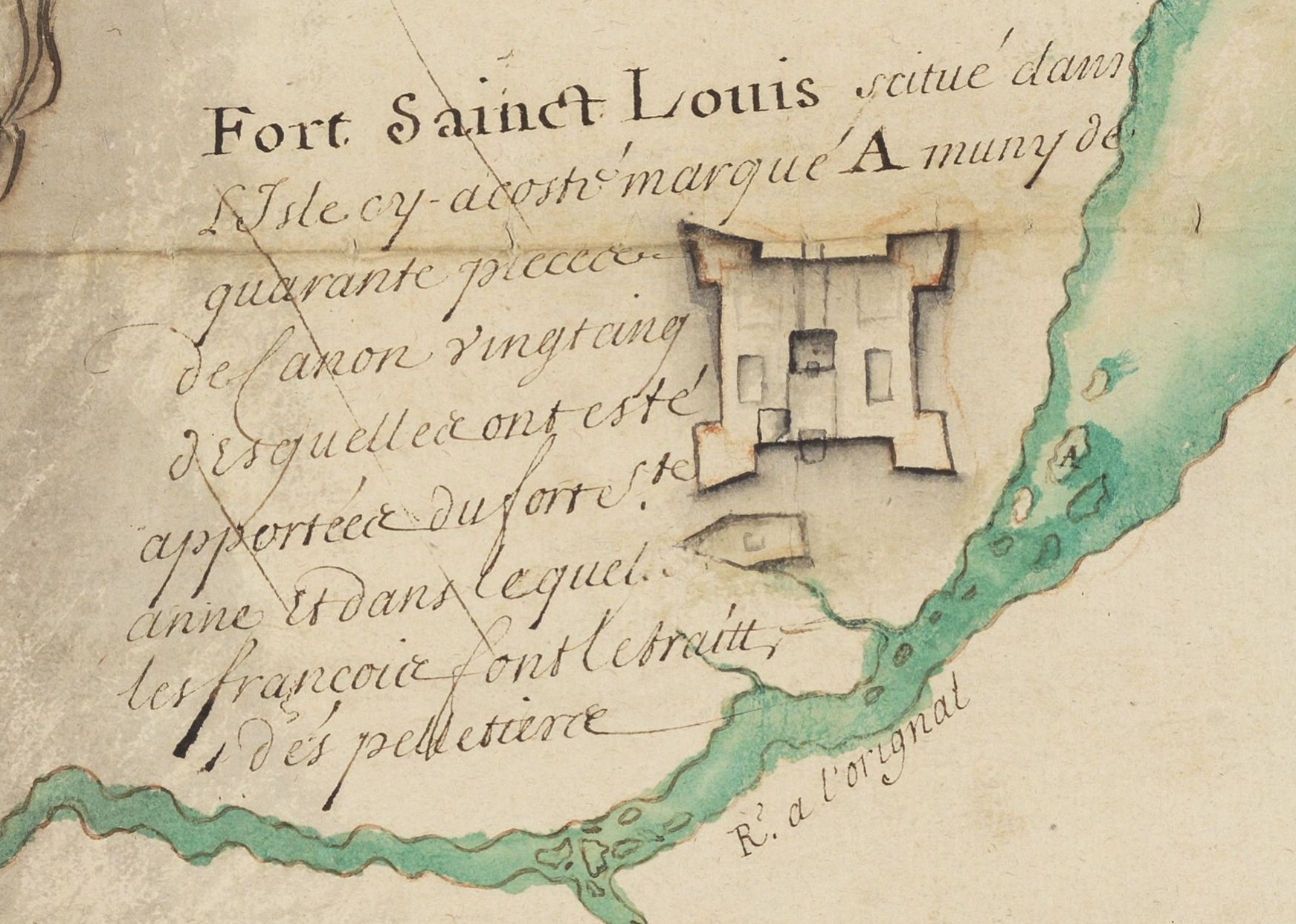
Détail d’une carte de 1687 relatant la capture du fort, son armement et son positionnement près de la rivière Moose.
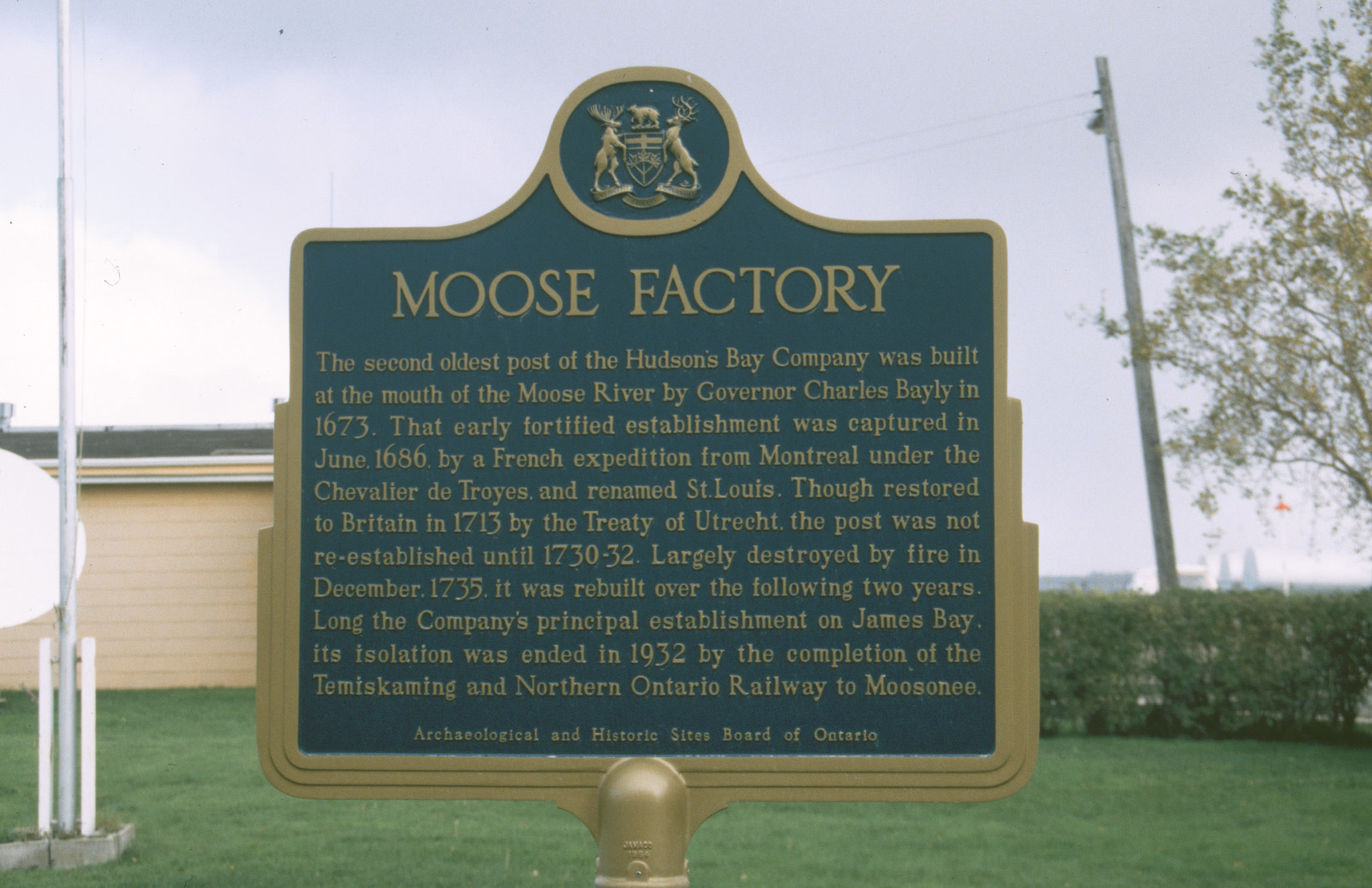
Plaque signalant la construction de Moose Factory, sa prise par les Français en 1686 et son renommage en Fort Saint-Louis.

### La prise de Fort Rupert (1er juillet)

Détail d’une carte de 1687 relatant la prise et la destruction du fort.

L’objectif suivant était Rupert House (appelé aussi Fort Rupert). Le chevalier de Troyes laissa 40 hommes pour garder le Fort Saint-Louis et envoya les 60 qui lui restait pour l’attaquer. L’opération se fit en suivant le bord de mer car une grande chaloupe avait été trouvée au fort, et les chefs de l'expédition l’avaient même équipée de canons. Le 1er juillet, conduits par un Amérindien qui voulait se venger d’une bastonnade reçue des Anglais, ils arrivèrent à destination. Un vaisseau se tenait au pied du fort. C’était le Craven, un petit bâtiment de la Compagnie de la baie d’Hudson sur lequel le gouverneur de Moose Factory, John Bridgar, était arrivé quelques jours plus tôt. Les Français décidèrent de s’en emparer en même temps que le fort.
De nuit, d’Iberville et Maricourt, accompagnés de 9 combattants, l’abordèrent en canot et montèrent à bord en silence. L’homme de quart, surpris, fut abattu. Il était d'usage, à bord, lorsqu’un évènement extraordinaire obligeait l’équipage à se lever, de frapper du talon sur le pont. A cet appel du pied de d’Iberville, un premier, puis un second Anglais passa la tête par l’écoutille. Ils furent sabrés l'un après l’autre. La porte de la chambre enfoncée à coup de hache, d’Iberville neutralisa le capitaine John Outlaw qui voulut se saisir de lui et fit prisonnier Bridgar qui allait prendre le commandement du Fort Albany avec le titre de général de la baie d’Hudson.
Au même moment, Saint-Hélène et de Troyes investirent Fort Rupert, avec la même méthode que lors de l’attaque précédente : la porte fut enfoncée à coups de bélier et les hommes entrèrent en force. Les Anglais ayant laissé une échelle sur un mur, un grenadier monta sur le toit et fit tomber des grenades dans la redoute par le tuyau d’un poêle. La situation de la garnison devint intenable. Elle se rendit.
Le fort évacué, les vainqueurs le firent sauter, n’ayant pas assez de monde pour le garder. Ils ne purent non plus, pour les mêmes raisons, conserver les prisonniers. Ils les relâchèrent avec des vivres, des filets, deux fusils et des munitions, à proximité du fort Saint-Louis, mais de l’autre côté de la rivière, que les Anglais furent défendus de franchir. En cas de communication urgente, deux des leurs devaient venir à marée basse en parlementaires, un mouchoir au vent.

### La prise de Fort Albany (26 juillet)

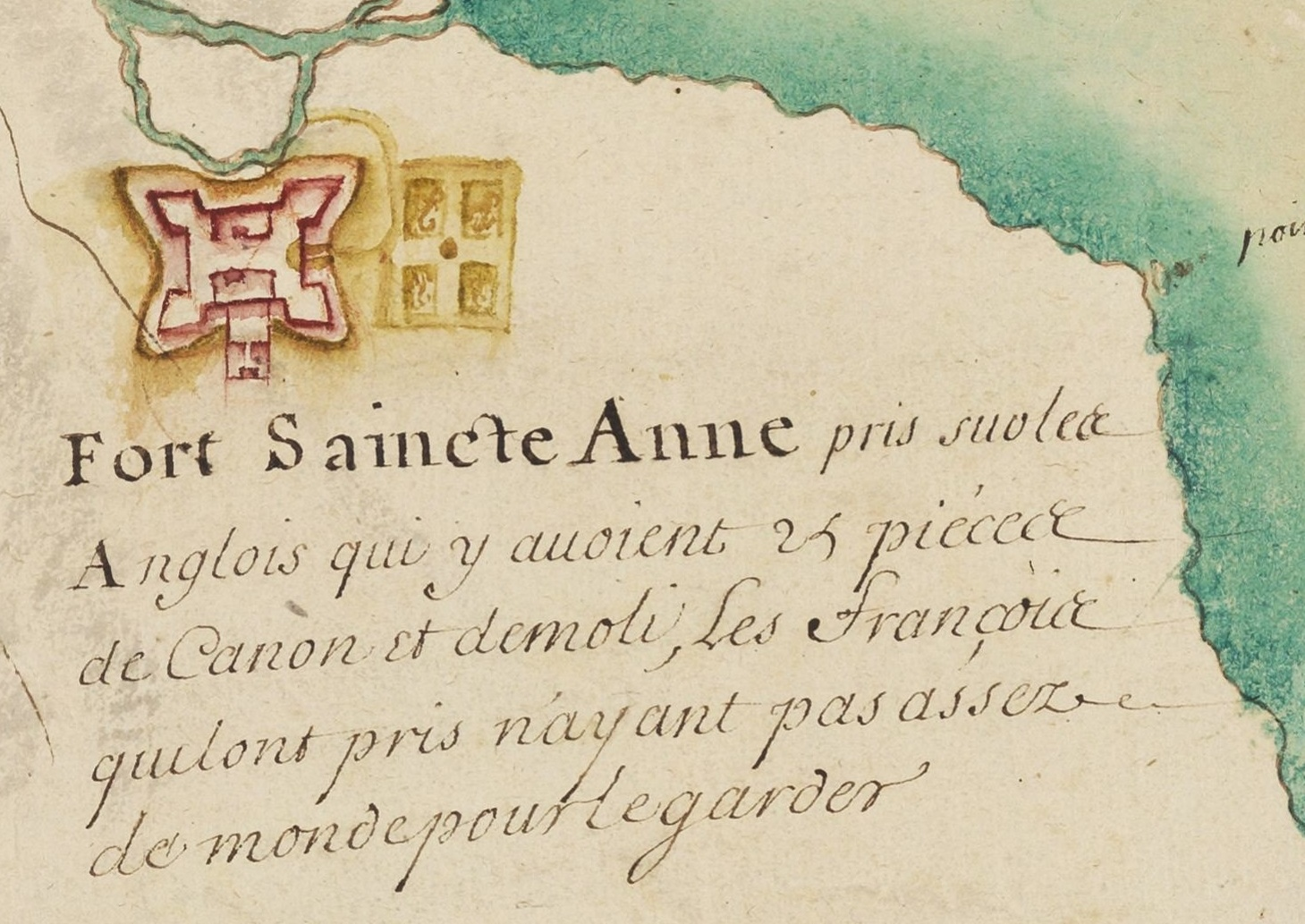
Détail d’une carte française de 1687 relatant la prise de Fort Albany, rebaptisé Fort Sainte-Anne.

Restait à l’ouest, sur la rivière du même nom, le Fort Albany (appelé aussi Kichichoüanne). Pour l’attaquer, une colonne terrestre se mit en marche, sous le commandement de Saint-Hélène. Elle était accompagnée, un peu au large, par le Craven que naviguait d’Iberville avec un équipage de prise. La position du fort, qui n’était pas visible depuis la mer, n’était pas connue avec précision. Mais les Canadiens eurent de la chance : la garnison tirait régulièrement des coups de canons lorsqu’elle faisait la fête. Saint-Hélène, attiré par le bruit, localisa le lieu, qui était observable depuis un belvédère. L’ouvrage, qui était le plus important des trois, était armé de 4 canons par bastion et de 25 pièces étagées le long des courtines.
Du belvédère, il pouvait aussi observer le Craven qui s’approcha en se frayant un passage au milieu des glaces. Pour ne pas éveiller l’attention de la garnison qui ne se doutait de rien, d’Iberville laissa les couleurs anglaises flotter sur le navire. Dans la nuit du 23 juillet, des canons furent débarqués du Craven et une batterie de 8 pièces fut installée sur une île puis aussitôt pointée sur le fort. Selon l’usage, des parlementaires furent envoyés au commandant de la place, Henry Sergeant, pour le sommer de se rendre. Il refusa. La position des Anglais devint presque aussitôt intenable. Les boulets fracassèrent l’appartement du gouverneur (manquant de peu de tuer son épouse) et obligèrent les 30 hommes de la garnison à se mettre à l’abri dans la cave. Elle se rendit finalement sans avoir tiré une seule cartouche ni osé sortir pour amener son drapeau. Ce que les Anglais ne savaient pas, c’est que les Canadiens étaient presque à court de boulets, contraints d’en couler en plomb autour d’un noyau de bois. Dans les magasins, les vainqueurs trouvèrent pour 50 000 écus de pelleterie.
Pour respecter les civilités de l’époque quant aux honneurs de la guerre, vainqueurs et vaincus buvèrent de part et d’autre à la santé des rois de France et d’Angleterre. Après quoi, Henry Sergeant, l’épée au côté, suivi de tout le personnel de la Compagnie de la baie d’Hudson évacua la place dont Paul Le Moyne de Maricourt prit le commandement. De la fête du jour, le 26 juillet, le fort fut rebaptisé Fort Saint-Anne. Ce que les Anglais ignoraient également, c’est que les Canadiens étaient quasiment à court de vivres, réduits à manger du persil de Macédoine et à faire des promesses religieuses en cas de succès.
La campagne se termina par la capture, à dix lieues du fort, près de l’île Charlton, d’un navire anglais immobilisé par les glaces. Les entrepôts sur l’île furent saisis aussi et les installations militaires détruites, parachevant par là la ruine du commerce anglais dans la baie James. Ceci fait, Pierre de Troyes regroupa les prisonniers sur l’île où un navire de la compagnie était susceptible de venir les récupérer. Nombre d’entre eux vinrent s’entasser sur le Colleton, un petit bâtiment qui allait les déposer à Fort Nelson pour y passer l’hiver. Ce poste, situé beaucoup plus loin au nord-ouest, était le dernier que contrôlaient les Anglais dans la baie et restait pour l’instant inaccessible aux Français. Le 10 août, Pierre de Troyes repartit pour Montréal en laissant 40 hommes à d’Iberville avec le titre de gouverneur des trois forts conquis. Le jeune chef (25 ans) prit ses quartiers d’hiver au Fort Saint-Louis (ex Moose Factory).

## Les suites de l’affaire (1687 - 1688)

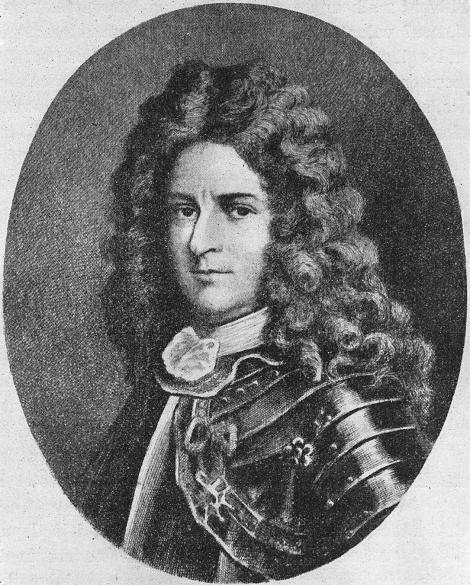
Pierre Le Moyne d’Iberville s’illustre particulièrement lors de cette campagne. Il y établit sa réputation de bravoure et d’adversaire déterminé de l’Angleterre en Amérique du Nord.

### Une victoire canadienne?
Avec trois postes enlevés en quelques semaines après un périple de plusieurs centaines de milles au prix de pertes quasi inexistantes, Pierre de Troyes pouvait se flatter d’une mission accomplie avec un plein succès. Le gouverneur Denonville fit son éloge auprès du ministre de la marine et des colonies, le marquis de Seignelay. C’était aussi le résultat de l’endurance des troupes canadiennes – miliciens et soldats – qui avaient l’expérience des grandes étendues nordiques, une forte résistance physique forgée par la pratique obligée d’une vie frugale, l’habitude des déplacements en hiver, des longs voyages en canot et des portages pénibles pour franchir les rapides difficiles. « Il fallait être canadien, écrira plus tard Bacqueville de la Potherie, pour endurer les incommodités d’une pareille traverse ».
Ce ne fut cependant pas à Pierre de Troyes, pourtant très bon chef, qu'allait revenir toute la gloire de cette expédition, mais à ceux qui par leur allant avaient su inspirer la confiance aux troupes qui les avaient suivis partout ; les frères Le Moyne : « Il ne fait aucun doute que d’Iberville et son frère Saint-Hélène furent les figures dominantes dans cette campagne. Une nouvelle ère venait de s’ouvrir dans les relations franco-anglaises en Amérique du Nord » (Bernard Pothier). Entre les deux frères, tous les deux natifs du Canada, la figure de d’Iberville dominait cependant. « Le duel entre un homme et une nation est engagé. Il durera onze ans » (Charles de La Roncière).

### Angleterre: la recherche d’un responsable aux défaites
À Londres, la nouvelle de la chute des trois postes ébranla les comptes de la compagnie et provoqua des remous. Les dirigeants cherchèrent des responsables. Ils se tournèrent pour cela vers Henry Sergeant dont la réputation d’administrateur et de diplomate était déjà mauvaise et que la compagnie voulait remplacer par John Bridgar dans le courant de l’année 1686. En 1687, à son retour de captivité, la Compagnie de la baie d'Hudson convoqua Henry Sergeant en Angleterre. Il y fut accusé de négligence, voire de lâcheté. On le blâma de s’être laissé surprendre alors qu’un coureur des bois – français – l’avait prévenu d’une attaque imminente, puis de ne pas avoir résisté suffisamment lors du siège de Fort Albany.
La compagnie lui réclama 20 000 £ de dommages et intérêts. Sergeant se défendit en faisant retomber sur ses hommes la perte de Fort Albany, les accusant de lâcheté et d’insoumission. En retour, ceux-ci mirent en cause son d’apathie et son manque d’intérêt. Le rapport remis par le chevalier de Troyes plaidait plutôt contre Henry Sergeant car il attribuait la victoire française au relâchement général de la défense anglaise, peut-être trop sûre d’elle car convaincue qu’une attaque terrestre, compte-tenu des distances à parcourir et de la saison, était impossible. Le procès, finalement, ne donna rien, et la compagnie préféra prendre les armes avec le soutien du gouvernement anglais pour tenter de reconquérir ses positions, plutôt que de se faire indemniser par un de ses administrateurs peu compétent.

### Baie d’Hudson: passage à l’état de guerre
A la fin de l’été 1687, le ravitaillement n’étant pas arrivé, d’Iberville s’en retourna vers le sud en laissant une douzaine d’hommes à la baie James. Il se rendit tout d’abord à Québec, puis fit voile vers la France avec un gros chargement de pelleteries. Il y passa l’hiver 1687 – 1688 pour expliquer au gouvernement de Louis XIV les avantages de l’accès par la mer pour la traite des fourrures dans la baie d’Hudson (traite à laquelle il était lui-même très intéressé), et demander, au nom de la Compagnie du Nord, l’aide nécessaire pour renforcer les postes nouvellement acquis. Il réussit dans sa mission et obtint pour la compagnie un excellent petit vaisseau de guerre de 28 canons, le Soleil d’Afrique, dont il prit lui-même le commandement.
A l’été 1688, d’Iberville reparut dans la baie d’Hudson, toujours pourvu de son titre de gouverneur, pour y chercher la cargaison de pelleteries à Fort Sainte-Anne (ex Fort Albany). En dépit d’une convention qui suspendait jusqu’en janvier suivant toute hostilité entre la France et l’Angleterre, les Anglais envoyèrent 120 hommes et 3 navires pour y rétablir le commerce de la Compagnie de la baie d'Hudson. Leurs ordres étaient d’éviter tout affrontement avec les Français à moins d’être attaqués. Mais rétablir le monopole du commerce anglais supposait de déloger les Français de la baie pour se réinstaller dans les postes perdus deux ans auparavant. L’affrontement, inévitable, allait tourner encore une fois à l’avantage de d’Iberville.
Une longue guerre venait en fait de commencer pour le contrôle de la baie d’Hudson et de son lucratif commerce des fourrures (couplée à une guerre générale en Europe ). Elle allait s’étendre aussi au sud des Grands Lacs et du Saint-Laurent entre le Canada français et les colonies anglaises avec une alternance, pendant des années, de succès français et de succès anglais. Un premier traité fixa provisoirement les positions de chacun en 1697 dans la baie d’Hudson, suivi d’un autre en 1713 les fixant cette fois définitivement.